# Octomeria petulans
Octomeria petulans är en orkidéart som beskrevs av Heinrich Gustav Reichenbach. Octomeria petulans ingår i släktet Octomeria och familjen orkidéer. Inga underarter finns listade i Catalogue of Life.